# Julien Dupuy
Julien Dupuy (Périgueux, 19 dicembre 1983) è un ex rugbista a 15 e allenatore di rugby a 15 francese, che giocava nel ruolo di mediano di mischia. Nella sua carriera ha ottenuto otto presenze con la Francia.

## Biografia
Esordiente nel rugby di alto livello nelle file del Biarritz, Dupuy conquistò con la squadra basca due campionati francesi consecutivi, nel 2005 e 2006, alternandosi nel ruolo di mediano di mischia con l'internazionale Dimitri Yachvili; giunse anche in finale di Heineken Cup nello stesso anno della sua seconda affermazione nazionale.
Nell'estate del 2008 si trasferì in Inghilterra, al Leicester; con tale club si è aggiudicato la Guinnes Premiership 2008-09 e ha raggiunto nuovamente la finale di Heineken Cup, tuttavia senza riuscire a vincere il massimo trofeo europeo neppure in tale occasione.
Alla fine della stagione è tornato in Francia, allo Stade français, squadra nella quale militò fino al ritiro avvenuto al termine della stagione 2016-17; con la formazione parigina si aggiudicò il campionato francese 2014-15 e l'European Rugby Challenge Cup 2016-2017 dopo due precedenti finali perse nel 2011 e nel 2013. Dopo il ritiro divenne tecnico dei trequarti dello Stade Français.
Convocato dal C.T. della Nazionale francese Marc Lièvremont per il tour estivo del 2009 in Australasia, ha esordito a Dunedin vincendo in casa della Nuova Zelanda 27-22 e realizzando un personale di 12 punti (3 trasformazioni e due calci piazzati); durante il tour ha giocato anche altri due incontri e, successivamente, sempre nel 2009, ha disputato i test match autunnali contro Sudafrica, Samoa e All blacks. Dopo tre anni in cui non fu chiamato, Dupuy tornò in nazionale in occasione del Sei Nazioni 2012, torneo nel quale affrontò Scozia e Inghilterra, quest'ultima partita fu la conclusione della sua esperienza con i Bleus.
Il 18 dicembre 2009, il giorno prima del suo 26º compleanno, Dupuy ricevette dall'International Rugby Board una squalifica di sei mesi a decorrere dal 3 dicembre precedente, per avere commesso una grave scorrettezza durante l'incontro di Heineken Cup contro l'Ulster: durante un'azione ha infatti infilato un dito nell'occhio del terza linea irlandese Stephen Ferris, pratica considerata antisportiva e altamente pericolosa; a causa di tale squalifica fu inibita al giocatore la partecipazione al prosieguo del campionato, della Heineken Cup e del Sei Nazioni 2010.

## Palmarès
- Campionati francesi: 3
Biarritz: 2004-05; 2005-06
Stade français: 2014-15
- Premiership: 1
Leicester: 2008-09
- Challenge Cup: 1
Stade français: 2016-17